# Krijtkalk Groep
De Krijtkalk Groep (code: CK) is een groep waarvan de formaties een klein deel van het oppervlak van Nederland en ondiepe ondergrond van Nederland en een groot deel van de diepe ondergrond vormen. In Zuid-Limburg dagzomen de formaties of liggen daar dicht onder het oppervlak onder Maasgrind en -zand uit de Formatie van Beegden en löss uit het Laagpakket van Schimmert.
De groep bestaat uit afzettingen uit het Krijt en het Tertiair. Deze groep vormt een groot deel van de ondergrond van de Noordzee-supergroep.

## Formaties
Formaties onderdeel van de Krijtkalk Groep zijn:
- Ekofisk Formatie (CKEK)
- Formatie van Ommelanden (CKGR)
- Formatie van Houthem (CKHM)
- Formatie van Maastricht (CKMA)
- Formatie van Gulpen (CKGP)
- Formatie van Vaals (CKVA)
- Formatie van Aken (CKAK)
- Formatie van Oploo (CKOP)
- Formatie van Texel (CKTX)